# Betriebsnotwendiges Vermögen
Betriebsnotwendiges Vermögen (englisch Net Operating Assets) ist eine betriebswirtschaftliche Kennzahl, die das zur Erreichung des Betriebszweckes erforderliche Vermögen oder Kapital eines Unternehmens wiedergibt. Es ist nicht zu verwechseln mit dem notwendigen Betriebsvermögen.

## Allgemeines
Im Hinblick auf das vorhandene Gesamtvermögen ist dasjenige Unternehmen optimal ausgestattet, das ausschließlich am Betriebszweck orientiertes Vermögen besitzt. Über die Jahre kann es jedoch dazu kommen, dass auch Vermögen vorhanden ist, das nicht oder nicht mehr dem Betriebszweck dient. Dieser Vermögensteil heißt nicht betriebsnotwendiges Vermögen. Das sich aus der Bilanz eines Unternehmens (Aktivseite) ergebende Gesamtvermögen ist deshalb nicht stets auch zur vollständigen Erreichung des Betriebszweckes erforderlich. Zum  nicht betriebsnotwendigen Vermögen gehören z. B. vermietete oder stillgelegte Anlagen oder Gewerbeimmobilien oder zu Spekulationszwecken angeschaffte Wertpapiere. Außerdem gibt es selbst erstellte immaterielle Wirtschaftsgüter (Eigenleistung), die nicht aktiviert wurden, deshalb aus der Bilanz nicht ersichtlich sind, aber zum betriebsnotwendigen Vermögen hinzugerechnet werden müssen.

## Berechnung
Ausgangspunkt ist das bilanzielle Anlagevermögen, bewertet zum gemeinen Wert, zu dem das Umlaufvermögen hinzugerechnet wird. Beide Vermögensteile werden um nicht betriebsnotwendige Bilanzpositionen bereinigt und um nicht aktivierte, aber betriebsnotwendige Vermögensteile ergänzt:
```
   Anlagevermögen
   + Umlaufvermögen
   - nicht betriebsnotwendiges Anlage- und Umlaufvermögen
   + nicht aktiviertes, betriebsnotwendiges Vermögen
   = betriebsnotwendiges Vermögen
```

Das betriebsnotwendige Vermögen zeigt dem Management, ob und welche Vermögenspositionen nicht dem Betriebszweck dienen und deshalb eine Kapitalbindung verursachen, die nicht erforderlich ist. Ihre Veräußerung kann damit zur Kostensenkung und zu einem Kapitalfreisetzungseffekt beitragen.

## Betriebsnotwendiges Kapital
Die Ermittlung des betriebsnotwendigen Kapitals geht vom betriebsnotwendigen Vermögen aus:
```
   betriebsnotwendiges Vermögen
   - zinsloses Fremdkapital
   = betriebsnotwendiges Kapital
```

Unterstellt wird hierbei, dass das zur Finanzierung des betriebsnotwendigen Vermögens eingesetzte Kapital (Eigen- und Fremdkapital) ebenfalls betriebsnotwendig ist. Es ist jedoch um das zinslose Fremdkapital (Abzugskapital) zu bereinigen, weil für diese Verbindlichkeiten in der Realität Zinsen zu zahlen wären. Hierzu gehören Kundenanzahlungen, Kundenkredite, Lieferantenkredite, zinslose Gesellschafterdarlehen oder sonstige zinslose Verbindlichkeiten. Rückstellungen für Gewährleistungen oder Kulanzrückstellungen können ebenfalls als zinslos eingestuft werden. Zinsloses Fremdkapital mindert die Kapitalbasis, weil hierauf kein Zinsaufwand anfällt.
Das betriebsnotwendige Kapital ist eine betriebswirtschaftliche Kennzahl, die auch zur Ermittlung der kalkulatorischen Zinsen und des Return on Investment benötigt wird.